# Ym van der Werff
Ymenus Pieter Willem (Ym) van der Werff (Maastricht, 12 juni 1918 – Breda, 18 juni 1993) was een Nederlands onderwijzer en politicus voor de Volkspartij voor Vrijheid en Democratie (VVD).

## Levensloop
Ym van der Werff werd geboren als een zoon van Ymenus Johannes Jacobus van der Werff en Adle Diderique Caroline Louise Schaap. Na het behalen van het gymnasium diploma aan het Kennemerlyceum te Bloemendaal studeerde hij geschiedenis aan de Rijksuniversiteit Groningen. Hij begon zijn carrière als leraar geschiedenis te Winschoten. Daarna was hij leraar in Breda. Van 1959 tot 1960 als docent aan de Koninklijke Militaire Academie en van 1960 tot 1966 was hij daar wetenschappelijk hoofdambtenaar. Van 4 september 1962 tot 5 juni 1974 was hij lid van de gemeenteraad van Breda. Van 5 juli 1966 tot 6 juli 1982 was hij lid van de Provinciale Staten van Noord-Brabant. Van 16 september 1969 tot 18 juni 1993 functioneerde hij als lid van de Eerste Kamer der Staten-Generaal en van 2 juli 1974 tot 4 juli 1978 was hij lid van de Gedeputeerde Staten van Noord-Brabant.

## Persoonlijk
Op 3 oktober 1947 trouwde van der Werff met M.G.S. Knuttel en samen hebben ze twee dochters. Ym is een stiefzoon van Jean Luzac.

## Ridderorden
- Ridder in de Orde van de Nederlandse Leeuw, 29 april 1981
- Commandeur in de Orde van Oranje-Nassau, 27 april 1990

## Publicaties
- Breda, speelbal tussen Noord en Zuid in de Tachtigjarige Oorlog (1957)
- Rond het turfschip  (1958)
- Breda in het nieuws, 1618-1625 (1959)
- Nederlandse neutraliteit in juli 1914 (1966)
- Vrede van Breda, 1667-1967 (1967)
- De problematiek van oorlog en vrede in de opleiding tot beroepsofficier (1970)

- Biografisch Portaal: 98649380
- International Standard Name Identifier: 0000 0003 9434 0665
- Nederlandse Thesaurus van Auteursnamen: 073706876
- Parlement.com: vg09llgux0t7
- Virtual International Authority File: 288768640
- WorldCat: E39PBJpv6D6KPqPRpG4xr4kv73